# Rhiana Gunn-Wright

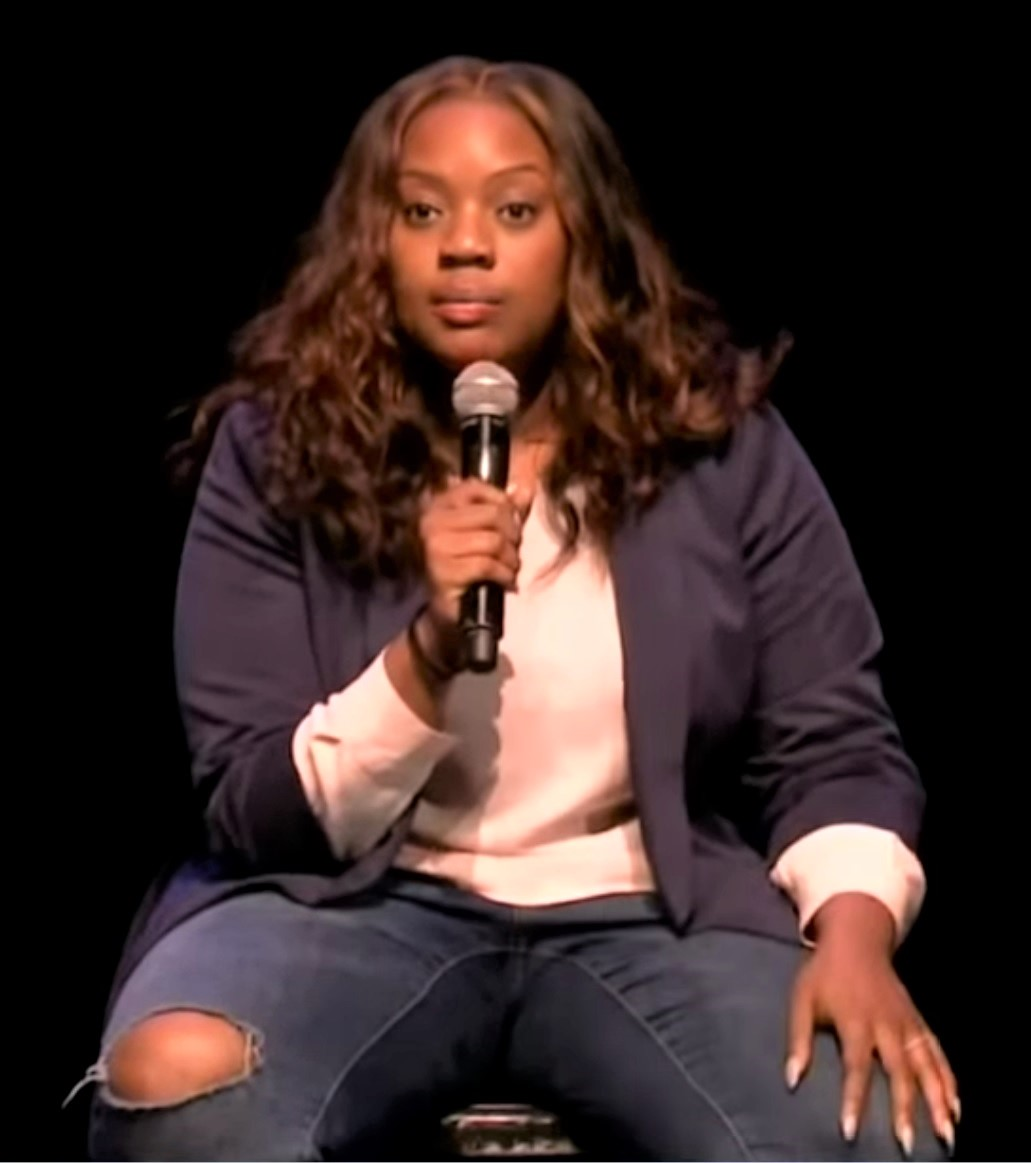
Rhiana Gunn-Wright (2018)

Rhiana Gunn-Wright (* 1988) ist eine US-amerikanische Politikberaterin. Sie erlangte durch den maßgeblich von ihr entworfenen Green New Deal Bekanntheit.

## Leben und Wirken
Gunn-Wright wurde von ihrer Mutter, Großmutter, Großfamilie und einer fürsorglichen Umwelt großgezogen. Sie studierte bis 2011 das Hauptfach African American studies in Yale und war ab 2013 Rhodes Scholar an der University of Oxford, wo sie Sozialpolitik studierte. Für die ehemalige First Lady Michelle Obama war sie als Praktikantin im Weißen Haus tätig. Mitte der 2010er-Jahre arbeitete sie im Gesundheitsdezernat von Detroit. In dieser Zeit wurde ihr bewusst, wie die soziale Gerechtigkeit von Umweltproblemen beeinflusst wurde und sie erkannte den politischen Handlungsbedarf in Fragen der globalen Erwärmung.
Bekanntheit erlangte Gunn-Wright für die Ausarbeitung des Green New Deals, für den sie bei der Denkfabrik New Consensus zuständig ist. Dieser Deal wurde im US-Kongress von den Demokraten Alexandria Ocasio-Cortez und Ed Markey eingebracht. Er zielt u. a auf die Erreichung von Netto-Null-Treibhausgasemissionen bei gleichzeitiger Schaffung von Hochlohnarbeitsplätzen.
Das US-amerikanische Time-Magazin führte sie 2019 im Artikel „Meet 15 Women Leading the Fight Against Climate Change“ als eine von 15 Frauen, die den Kampf gegen den Klimawandel anführen, auf.
Rhiana Gunn-Wright ist Direktorin für Klimapolitik am Roosevelt Institute in New York.

## Veröffentlichungen (Auswahl)
- Hockett, R. C., & Gunn-Wright, R. (2019). The Green New Deal. Cornell Legal Studies Research Paper, (19-09).